# 兰州野生动物园
兰州野生动物园（外文名：Lanzhou Wildlife Park）位於中華人民共和國甘肅省蘭州市安宁区忠和镇崖川村，前身是兰州绿色文化博览园。兰州野生动物园分為步行参观片区、车行参观片区、主入口片区和后勤片区等功能區。

## 历史
2021年9月26日，兰州野生动物园开放运营。2022年5月2日，兰州野生动物园一观光车失控侧翻，事故导致14人受伤，2人死亡。5月3日起，兰州野生动物园暫停營業。6月1日起，兰州野生动物园恢复营业。